# Sharin Foo
Sharin Foo (født 22. november 1973) er en dansk musiker og sanger i bandet The Raveonettes.
Sharin Foo er født i Emmelev på Djursland. Det usædvanlige efternavn har hun efter sin far, der er halvt kinesisk. Sharin Foo gik på Norddjurs Friskole, hvor hendes sangtalent blev plejet, og da familien var flyttet til København, valgte hun at tage en uddannelse på Rytmisk Musikkonservatorium. Hun har også studeret klassisk indisk musik i Indien. Under uddannelsen på konservatoriet deltog hun i sin første pladeindspilning i form af en jazz-cd, der dog ikke vakte større opsigt.
Efter konservatoriet prøvede Sharin Foo sig frem i forskellige musikalske sammenhænge, indtil Sune Wagner fra Psyched Up Janis kontaktede hende. Han havde skrevet nogle sange, som han mente egnede sig til duet med en sangerinde, og de dannede først bandet The Girl On Death Row. Foo lærte sig hurtigt at spille bas til de relativt simple melodier, så hun både sang og spillede i gruppen, der senere kom til at hedde The Shades, inden man valgte navnet The Raveonettes. Foo har efterfølgende også spillet el-guitar i gruppen.
Sharin Foo har i perioder været bosat i USA, blandt andet i New York City og Los Angeles.